# Кулосега (посёлок)
Кулосега — посёлок в Пинежском районе Архангельской области. Входит в состав Сосновского сельского поселения.

## География
Посёлок расположен в восточной части области на расстоянии примерно в 94 километрах по прямой к юго-востоку от районного центра села Карпогоры.
Часовой пояс
Посёлок Кулосега как и вся Архангельская область, находится в часовой зоне МСК (московское время). Смещение применяемого времени относительно UTC составляет +3:00.

## Население
| 2002 | 2010 | 2012 |
| ---- | ---- | ---- |
| 322  | ↘211 | ↗281 |

Национальный состав
Согласно результатам переписи 2002 года, в национальной структуре населения русские составляли 91 % из 319 чел..